# ملعب ألبرتو بيكو
ملعب ألبرتو بيكو (بالإيطالية: Stadio Alberto Picco)‏ هو ملعب كرة قدم الرئيسي في لا سبيتسيا، إيطاليا. منذ عام 1919 هو الملعب الرئيسي لنادي سبيزيا. يتسع الملعب لـ10،336.

## معرض الصور

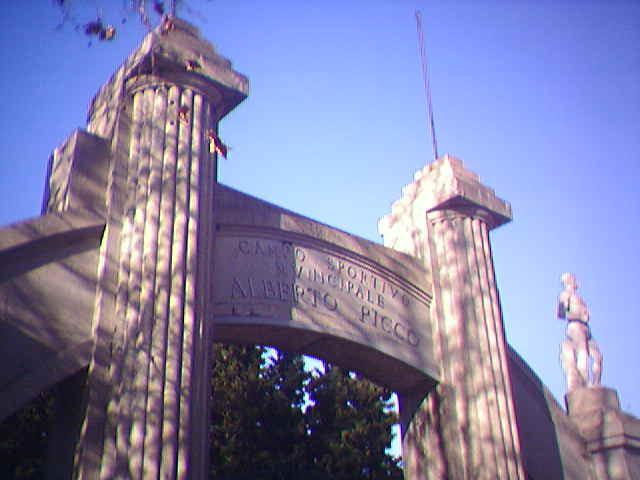
المدخل
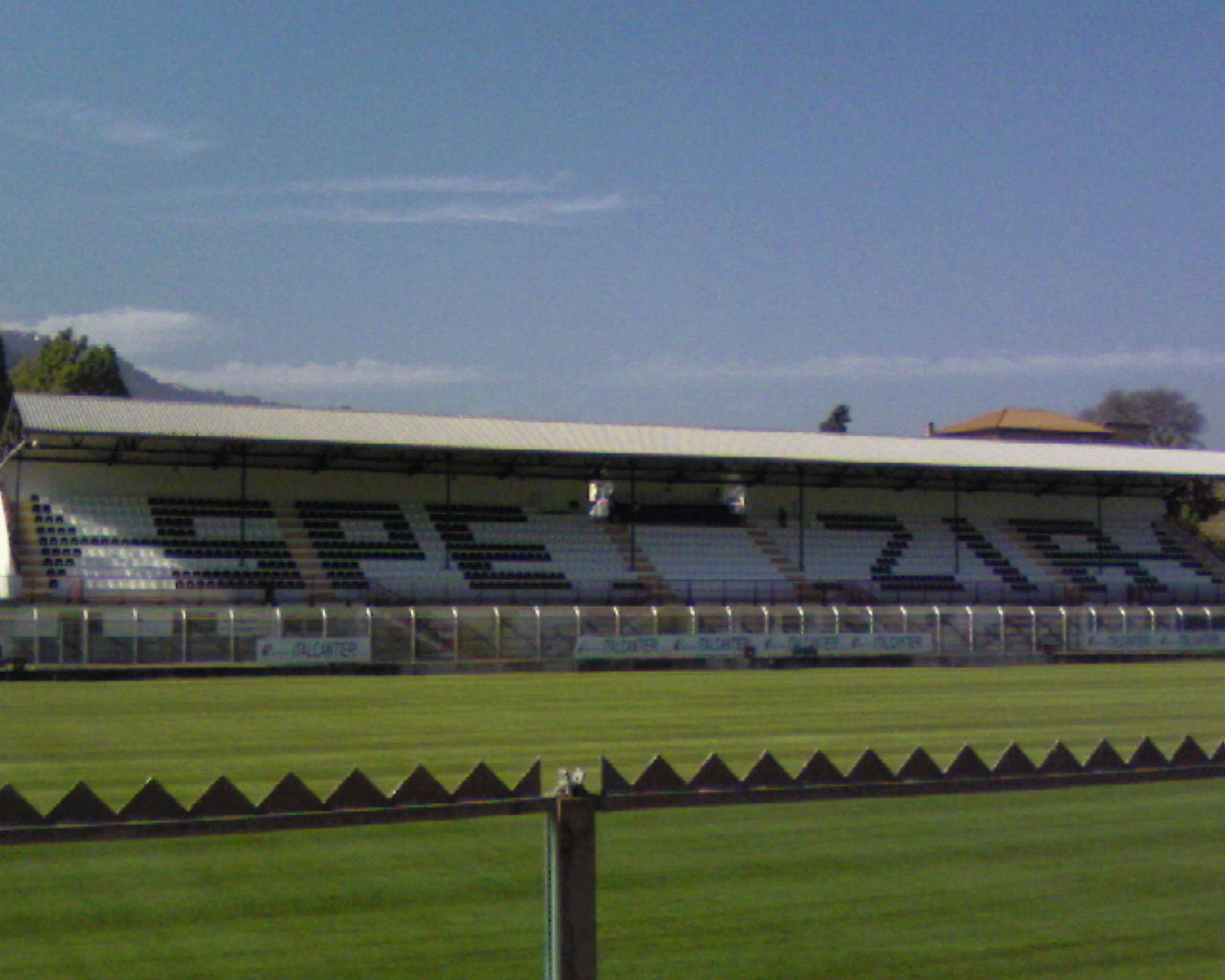
المدرج
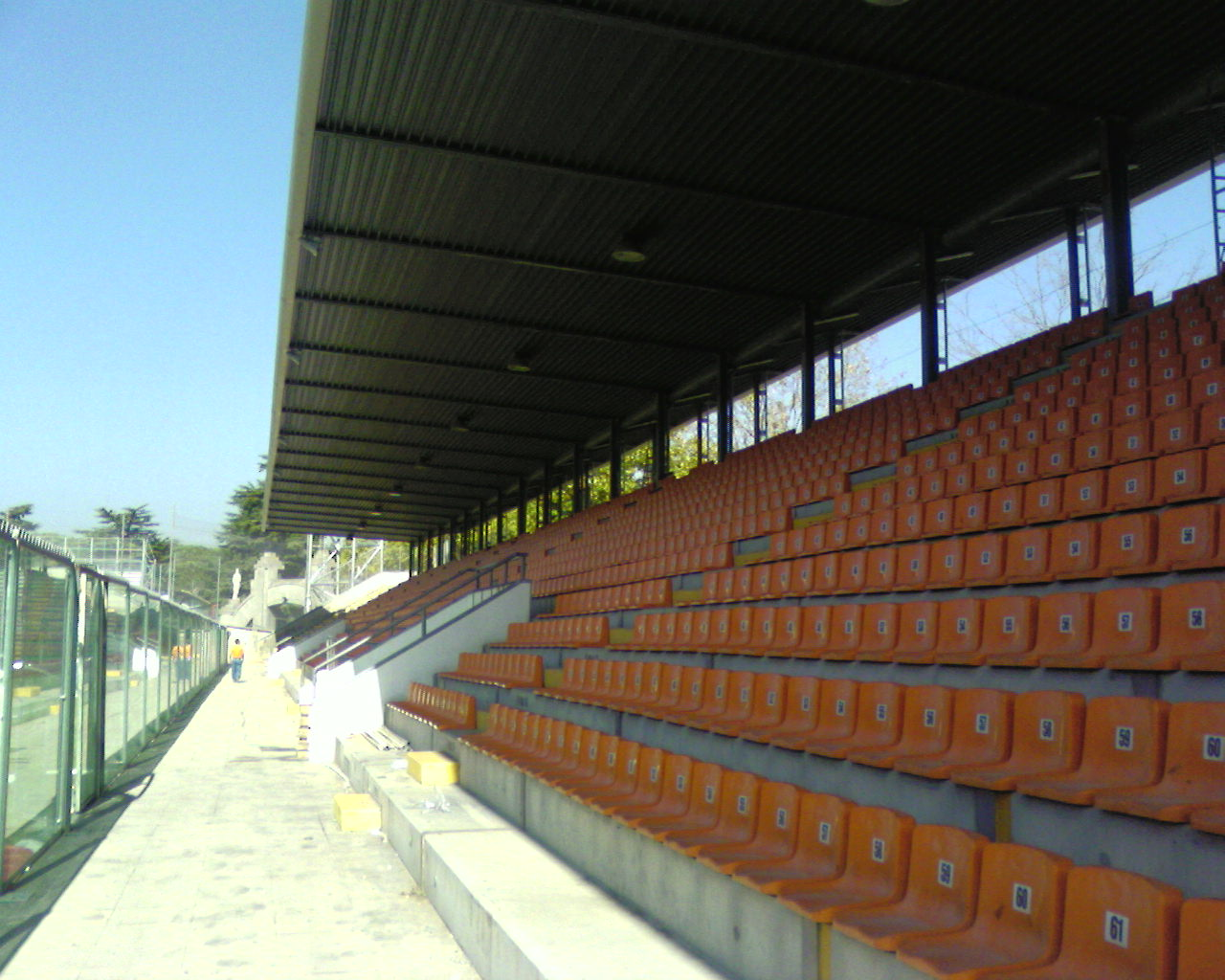
المنصة
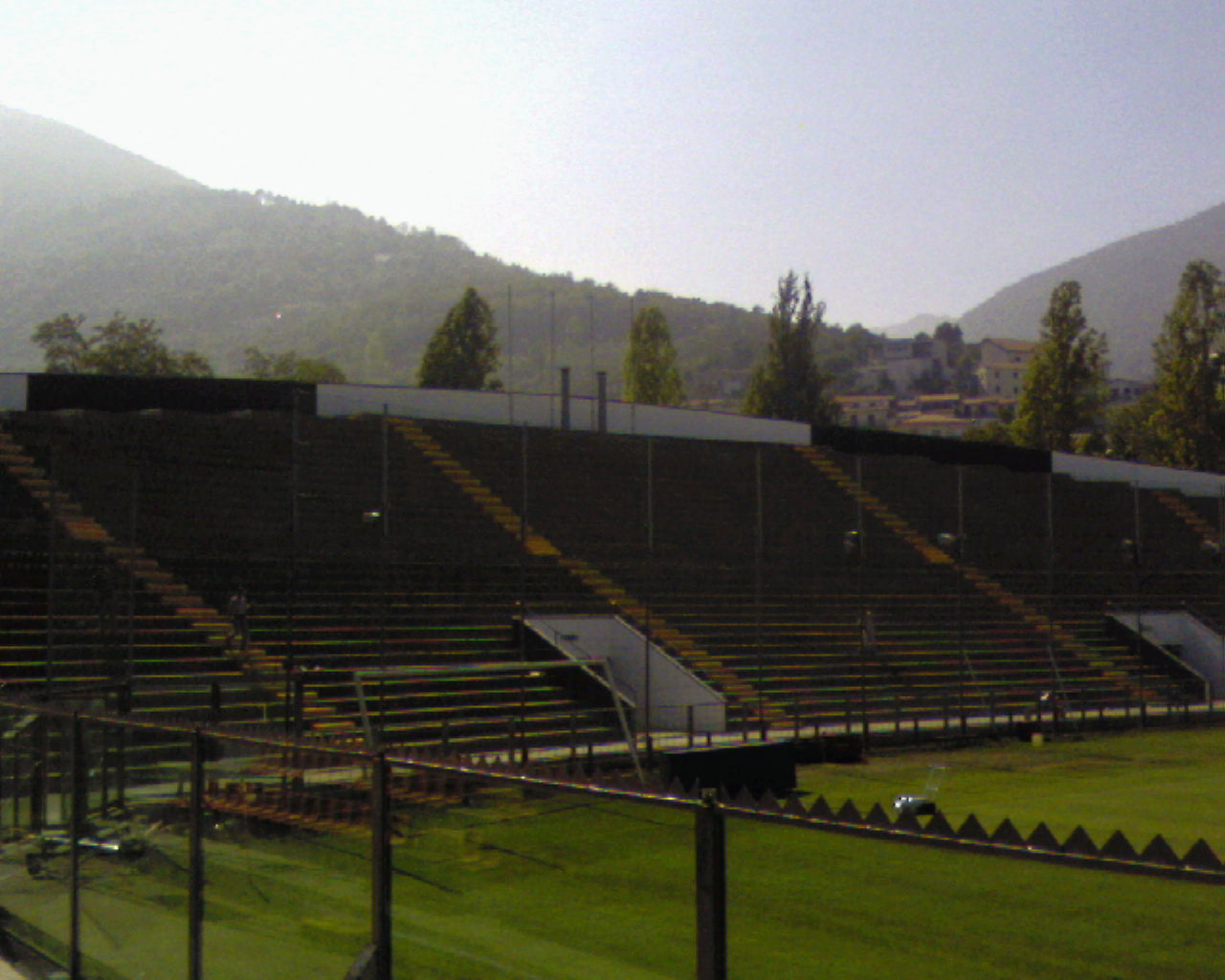
منحنى المدرج
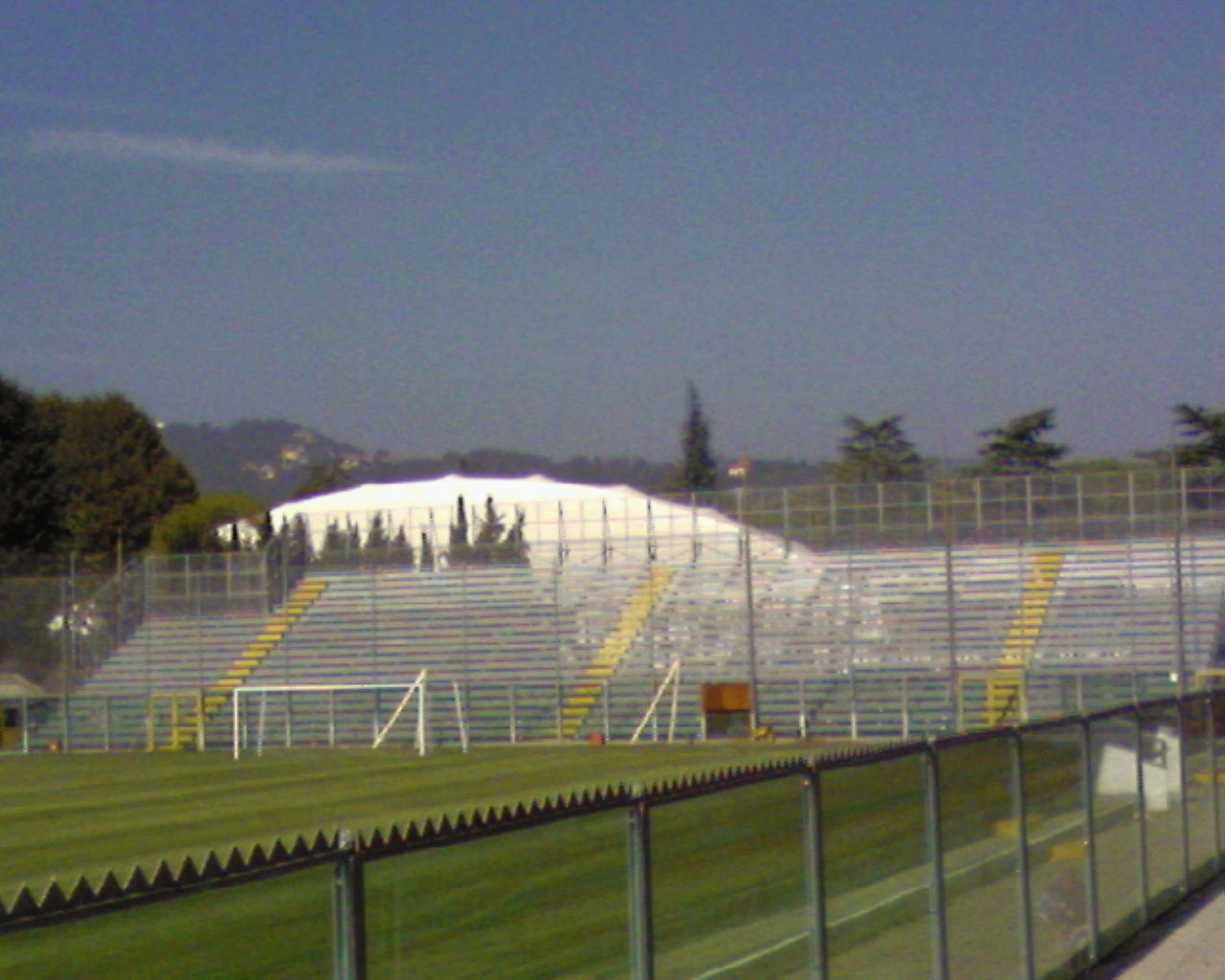
كورفا بيسشينا
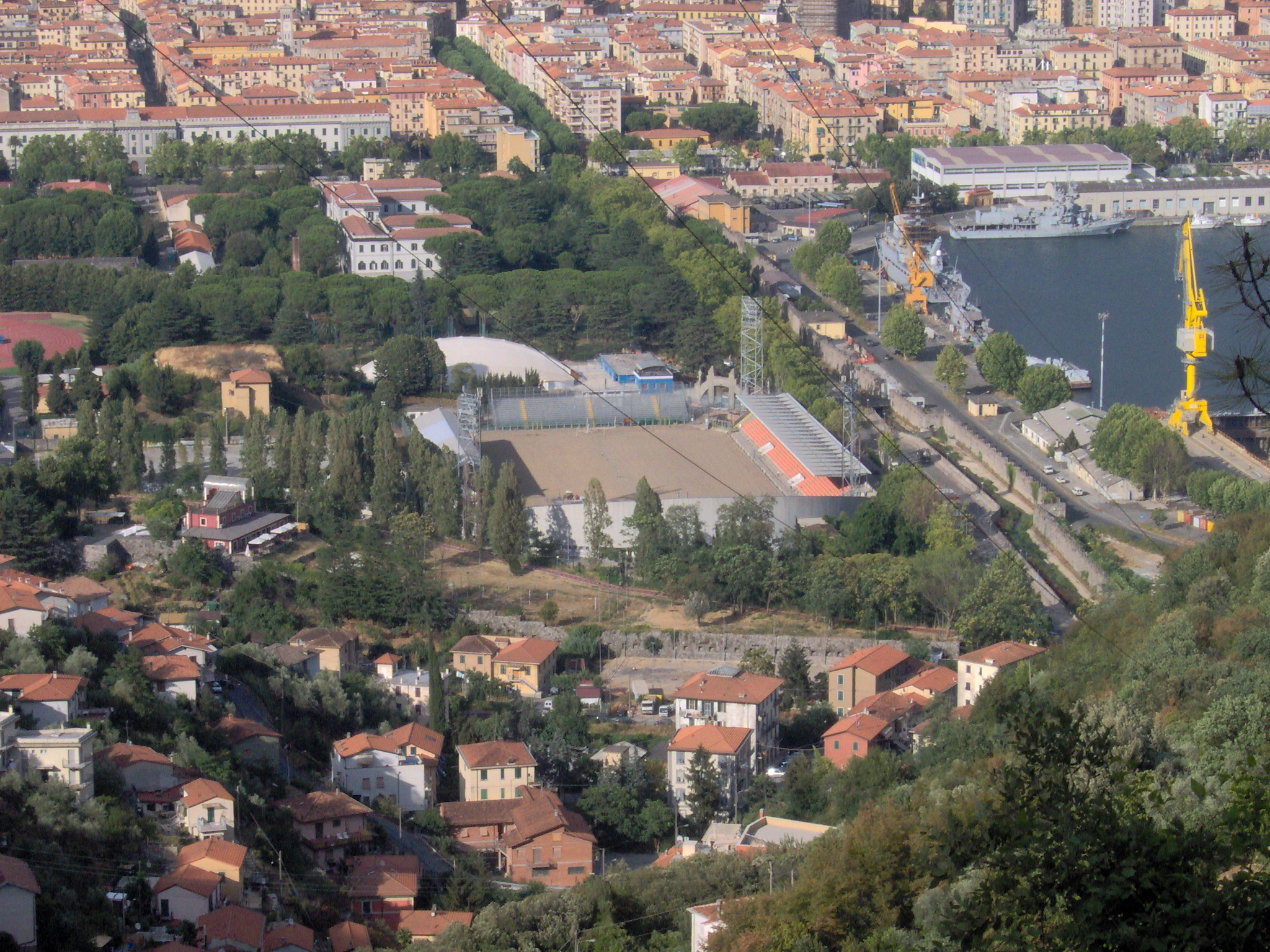
نظرة عامة

- صورة من خرائط جوجل

## وصلات خارجية
- Picco at Stadium Journey